# Снукер
Сну́кер (англ. snooker) — разновидность бильярдной лузной игры.
Сначала игра была распространена в Британской империи (в Великобритании, Индии и Австралии), но с конца 1970-х годов стала известной практически во всём мире, особенно в Европе и Китае. Главный спортивный турнир — чемпионат мира по снукеру проводится ежегодно в финале сезона.

## История
Хотя бильярд существовал ещё в XVI веке, первые упоминания про снукер как отдельный вид этой игры появились в 1870-х годах.
Считается, что снукер был придуман полковником английских колониальных войск в Джабалпуре (Индия) Невиллом Чемберленом в 1875 году. Название произошло от сленгового термина «снукер» (англ. snook — облапошивать, англ. snooker — длинноносый), которым в британской армии называли первокурсников и неопытных военнослужащих, а Чемберлен часто использовал его, чтобы описать неумелое выступление одного из своих коллег за столом; и название это быстро закрепилось за игроками и игрой.
Первое официальное упоминание о нём относится ко П2 мая 1886 года, когда некий капитан Шелдрик из Калькутты в своём письме подробно рассказывал про игру «в снукеры». Из его письма следовало, что этот вид бильярда был похож на «шелл-аут», но дополнительно на столе располагались жёлтый, коричневый, зелёный и чёрный шары (причём стоимость зелёного была больше, чем коричневого). Для начала серии необходимо было забить красный шар. Таким образом, первоначально на столе располагались четыре цветных шара на особых отметках и пирамида из 15 красных. Уже в то время эта игра была довольно популярна в бильярдных клубах в Британских колониях в Индии. Спустя несколько лет игра дошла и до самих Британских островов.
Изначально было только четыре цветных шара, но к 1890 году их стало 6. В 1919 году правила снукера были официально установлены организацией BA & CC, а первый чемпионат мира состоялся в Бирмингеме в конце 1926 — начале 1927 года. До Второй мировой войны в игре доминировали британцы и австралийцы.
Со временем правила менялись (в частности, количество цветных увеличилось до шести), а в 1919 году Ассоциация Бильярда и Контрольный Совет официально признала снукер как разновидность игры в бильярд, установив свод правил по игре в снукер. С тех пор игра стала постепенно развиваться и через некоторое время по популярности обошла английский бильярд. С 1927 года стали проводиться регулярные снукерные турниры, первый из них — чемпионат мира — стал главным событием года в этой игре.
В 1950—1960-е годы из-за отсутствия капиталов и единой организации управления снукер пришёл в упадок и стал возрождаться с конца 1970-х годов, когда игру стали спонсировать и показывать по телевидению. С 1964 года, после семилетнего перерыва возобновился чемпионат мира, а в 1968 году образовалась WPBSA — Всемирная Ассоциация Профессионального Бильярда и Снукера.
С сезона 1976/1977 был введён официальный рейтинг снукеристов, который обновлялся каждые три сезона (с конца 1980-х годов — каждые два сезона). В 1970-х годах снукер начали транслировать по телевидению.
С начала 1980-х годов стала проводиться активная популяризация этой игры в азиатских странах и регионах (особенно таких, как Ближний и Дальний Восток), а в последние годы стали организовываться показательные соревнования и в странах бывшего СССР. В 1990-х снукер был на подъёме — количество турниров резко увеличилось, а их призовой фонд вырос в несколько раз в сравнении с прошлым десятилетием.
Сейчас[когда?]

 снукер популярен в англоязычных странах (особенно в Великобритании и Ирландии), а также в Китае, Австралии. Ежегодно проводятся чемпионаты мира по снукеру (с 1977 года — в Шеффилде, Англия), а также различные турниры как для любителей, так и для профессионалов. Основные соревнования проводятся под контролем WPBSA — Всемирной ассоциации профессионального бильярда и снукера. В числе прочих можно отметить турниры, проводящихся под эгидой Matchroom Sports (президент — Барри Хирн) — например, Премьер-лига. Профессиональные игроки в снукер стремятся завоевать по ходу сезона так называемую Тройную корону, выиграв наиболее престижные соревнования мэйн-тура.

С 1960 по 1988 год (за исключением 1980 года) снукер состоял в программе Паралимпийских игр.
В профессиональную эру снукера, которую открыл Джо Дэвис в 1930-х годах, относительно небольшое количество игроков добилось успеха на высшем уровне. Дэвис был чемпионом мира в течение двадцати лет и закончил выступления на главном турнире непобеждённым, завоевав свой пятнадцатый титул в 1946 году после его возобновления по окончании Второй мировой войны. На официальных турнирах он проиграл всего четыре раза, причем все поражения были нанесены ему младшим братом Фредом Дэвисом уже после чемпионата мира 1946 года. Он проигрывал матчи с гандикапом, благодаря чему результат не влиял на статистику. Дэвис также был чемпионом мира по бильярду.
После того, как Джо Дэвис перестал участвовать в чемпионатах мира, их фаворитом стал его младший брат Фред Дэвис, проигравший Джо в финале 1940 года. В 1947 году Джо считал Фреда готовым занять его место, но тот проиграл финал шотландцу Уолтеру Дональдсону. Дэвис и Дональдсон играли в финалах следующих четырёх чемпионатов, и Дэвис победил трижды. После бойкота финала 1952 года профессиональными снукеристами и отказа от проведения чемпионата мира 1953 года, высшим турниром стал World Professional Match-play Championship. С 1953 по 1956 год чемпионом становился Фред Дэвис, и только в 1957 году, когда Дэвис отказался от участия, лучшим стал Джон Палмен.
После перерыва в мировых чемпионатах Джон Палмен продолжил непрерывную серию побед в 1964—1968 годах, когда турнир разыгрывался в формате вызова. Однако с 1969 года турнир вернулся к играм на выбывание, и Палмен уступил чемпионство Джону Спенсеру. Но главной силой в 1970-е годы стал не он, а Рэй Риардон, выигравший шесть титулов (1970, 1973—1976 и 1978). Спенсер первенствовал трижды.
В 1981 году первый титул чемпиона мира завоевал Стив Дэвис, став 11-м чемпионом мира с 1927 года, включая обладателя титула 1952 года Горация Линдрума. В 1980-е Дэвис выиграл шесть чемпионатов (1981, 1983, 1984 и 1987—1989) и участвовал в самом популярном снукерном матче за всю историю — финале чемпионата мира 1985 года против Денниса Тейлора. В 1990 году 14-м чемпионом мира стал Стивен Хендри, на протяжении 1990-х годов выигравший семь титулов (1990, 1992—1996 и 1999). В XXI веке наиболее близко к званию самого сильного игрока подошёл Ронни О’Салливан, выигравший титул чемпиона мира также семь раз (2001, 2004, 2008, 2012, 2013, 2020 и 2022). Марк Уильямс выигрывал трижды (2000, 2003 и 2018), а Джон Хиггинс четыре раза (1998, 2007, 2009 и 2011). Однако с начала века никому не удалось занять доминирующего положения, как в предыдущие десятилетия, и многие игроки показывали равный уровень игры, не давая кому-то одному вырваться далеко вперёд. К 1985 году, например, Дэвис выиграл больше рейтинговых турниров, чем остальные из 64 лучших игроков вместе взятых. Сохранив свой титул в 2013 году, О’Салливан стал первым игроком, успешно защитившим титул чемпиона мира после Хендри, который сделал это в 1996 году. В 2017 году свой титул защитил Марк Селби.
Всё больше снукеристов стали делать сенчури-брейки, а на смену лучшему игроку 1980-х Стиву Дэвису пришёл Стивен Хендри. Самыми же успешными снукеристами начала XXI века считаются Ронни О'Салливан, Джон Хиггинс и Марк Уильямс; среди этих троих игроков О’Салливан многими ставится на первое место.

## Правила игры
| Цвет шара  | Цвет шара | Очки |
| ---------- | --------- | ---- |
| Красный    |           | 1    |
| Жёлтый     |           | 2    |
| Зелёный    |           | 3    |
| Коричневый |           | 4    |
| Синий      |           | 5    |
| Розовый    |           | 6    |
| Чёрный     |           | 7    |

В начале игры на игровом столе располагаются 15 красных шаров, уложенных в пирамиду, и 6 цветных шаров, каждый из которых расположен на определённой отметке на столе. Белый шар (биток) используется для ударов по шарам. Игроки должны поочерёдно забивать красные и цветные шары в лузы. Пока красные шары остаются на столе, забитые цветные шары выставляются на свои позиции. Выигрывает тот из игроков, кто наберёт большее количество очков.
В случае набора игроками (после забивания всех шаров) одинакового количества очков фрейм доигрывается с одним чёрным шаром. В этом случае рефери подбрасывает монетку — кто из игроков будет бить первым. Чёрный шар выставляется на свою отметку («особая отметка для чёрного шара»), а биток в сектор D.
В снукере возможна «патовая» ситуация, когда удары по красным шарам не способствуют продолжению фрейма. В этом случае, по соглашению игроков и рефери, фрейм играется заново (объявляется рерэк).
Наибольшее возможное количество очков за одну серию — 147 (без «свободного шара») и 155 (со «свободным шаром»). Серия в 147 очков (или в 155 очков со свободным шаром) называется «максимальной серией» или «максимальным брейком». Для получения максимального количества очков игрок должен забить все красные шары, забивая чёрный шар после каждого красного, а затем забить по старшинству все цветные шары.

## Характеристика и особенности игры
Цель игры — забить как можно больше шаров и получить как можно больше очков на свой счёт в рамках правил игры. Снукер — интеллектуальная игра, в которой опытные игроки просчитывают свои действия на несколько ходов вперёд.
Снукер — это так называемая игра «выходов». Под выходом понимается то, что самого по себе попадания шара в лузу недостаточно, нужно после очередного удара поставить биток в позицию, откуда удобно забить следующий шар.
Снукер — серийная игра. Мастерство в организации выходов и расчёт позиции приводит к способности игрока строить длинные непрерывные серии ударов и за счёт этого выигрывать партию.
Отличие снукера от других видов бильярда (пул, карамболь) в значительно бо́льших размерах стола и более сложных правилах. Другое отличие от пула — это принципиально иная геометрия губок луз, что предусматривает иную технику сыгрывания шаров.

## Разновидности снукера
- Снукер Плюс (вариант снукера с дополнительными шарами)
- Sinuca brasileira (Бразильский вариант снукера)
- Американский снукер (распространён в Северной Америке; игра проходит на «маленьком» столе)
- Volunteer snooker (вариант снукера, популярный в середине XX века)
- Снукер с шестью красными (укороченная версия снукера, вместо 15 красных в начальной позиций только 6)
- Power Snooker (новая экспериментальная версия игры)

## Термины
- Биток — белый шар, которым выполняется удар по шарам.
- Брейк (тж. серия) — непрерывная серия ударов одного игрока.
- Бо́лкерная линия (англ. baulk line) — линия, прочерченная ближе к концу игрового стола; площадь, обозначенная ей, занимает ровно ¼ от всей длины стола. На болкерной линии выставляются жёлтый, коричневый и зелёный шары.
- Винт — придание битку вращения при ударе по нему кием.
- Дабл — дуплет (забивание шара в лузу не напрямую, а при отскоке от борта стола).
- Дабл-кисс — двойное соударение битка и прицельного шара.
- Кикс — неудачный удар кием по битку.
- Кластер — скопление двух и более шаров, стоящих плотно друг к другу.
- Клиренс — забивание шаров в лузы до полной очистки стола;
  - Тотал клиренс — забивание всех (от первого до последнего) шаров в лузы.
- Кросс-дабл — пересечение траекторий битка и прицельного шара.
- Кьюинг — владение (работа) кием.
- Кэннон — непредвиденное либо намеренное столкновение битка с другими шарами.
- Мисс — непопадание битком в прицельный шар.
- Мисскью — срыв удара, вызванный техническим браком.
- Отыгрыш — удар по прицельному шару не с целью его забивания, а с целью увода битка в сложное для соперника положение (по возможности в состояние снукера).
- Переигровка фрейма:
  - Ре-рэк — переигровка фрейма в случае «патовой» ситуации;
  - Переигровка в чёрном (англ. re-spot black) — когда после забития последнего шара счёт во фрейме становится равным, чёрный шар выставляется на свою отметку и проводится жребий, по результатам которого один из игроков получает право первого удара. Фрейм продолжается, пока чёрный не будет забит или пока не будет совершён фол.
- Плант — сыгрывание необходимого шара через шар (редко через два), по которому осуществляется удар битком (игрок делает удар по прицельному шару, который попадает в другой шар, падающий в лузу).
- Прицельный шар — шар, по которому выполняется удар.
- Пропих — когда наклейка кия остается в контакте с битком в двух случаях: после того, как биток уже начал движение, или когда биток коснулся прицельного шара (за исключением случая, когда биток и прицельный шар почти касаются, и биток попадет в самый край прицельного шара на предельной резке).
- Резка — угол, под которым биток посылается в прицельный шар.
- Рест (разновидности: спайдер-рест, рест лебединая шейка) — специальное приспособление, на которое ставится кий, если игра с руки затруднительна или невозможна.
- Свободный шар — это шар, который бьющий заказывает как очередной, когда биток оказывается в снукере (позиции, когда прицельный шар не виден в полный размер) после фола.
- Сенчури — непрерывная серия одного игрока (брейк) из 100 и более очков.
- Снукер:
  - собственно название игры;
  - позиция на игровом столе, когда биток закрыт от прицельного шара другим шаром и не может пройти к нему по прямой с обеих сторон. Такая ситуация встречается не только в снукере, но и в других бильярдных играх, например в пуле (где также называется маска)[13].
- Соприкасающийся шар[14] (англ. touching ball) — ситуация, когда биток стоит вместе с тем шаром, который можно играть, соприкасаясь с ним (то есть если очередь играть красный, а биток соприкасается с цветным, и наоборот, соприкасающийся шар не объявляется).
- Флюк — случайное попадание шара в лузу без нарушения.
- Фол (или штраф) — нарушение правил игроком в ходе игры. При объявлении штрафа право удара передаётся сопернику и ему же начисляются дополнительные очки (от 4 до 7).
- Фрейм — одна партия в снукере.
- Фрейм-бол — шар, при забитии которого игрок набирает количество очков больше, чем потенциально имеющихся на столе. Чаще всего этот шар бывает победным во фрейме, но проигрывающий игрок имеет возможность выигрыша фрейма за счёт «искусственных» снукеров и фолов соперника за них;
  - Матч-бол — фрейм-бол, за счёт которого выигрывается весь матч.

## Рекорды
- На Мастерс 2014 Ронни О’Салливан установил новый рекорд по количеству безответных набранных очков — 566. Предыдущее достижение Дин Цзюньхуэя было превышено сразу на 71 очко. Дин в своё время отнял рекорд у Джона Хиггинса — 494 очка, превзойдя отметку рекорда на одно очко[15].
- В декабре 2021 года на турнире Scottish Open Джимми Робертсон установил рекорд по очкам в одном фрейме: набрав 178 очков, он превысил достижение Доминика Дейла 1999 года[16].